# 小行星66939
小行星66939（66939 Franscini）是一颗绕太阳运转的小行星，为主小行星带小行星。该小行星于1999年11月28日发现。
該小行星以瑞士政治家和統計學家斯特凡諾·弗蘭希尼命名。

## 轨道参数
小行星66939的轨道半长轴为2.9649191 UA，离心率为0.071。